# Comunismo de guerra
O Comunismo de Guerra foi uma estratégia adotada pelos bolcheviques russos durante a guerra civil que ocorreu no país, logo após a Revolução Russa, em 1917. O Comunismo de Guerra pautava-se na permissão de que todas as forças produtivas do país deveriam se orientar no sentido de combater os inimigos do povo, ou seja, o Exército Branco e tropas de ocupação estrangeiras. [carece de fontes?]

## Princípios
O termo comunismo de guerra é de certa forma questionável, visto que não se tratava de um sistema comunista propriamente dito mas sim de um esforço estratégico bolchevique para vencer a guerra civil russa. O Comunismo de Guerra pode ser entendido como controle total do Estado Operário sobre a economia nacional para permitir que a República Soviética Russa sobrevivesse ao cerco imperialista, à invasão da potências estrangeiras e à Guerra Civil Russa, até a vitória da revolução na Alemanha e no Ocidente, garantindo a futura construção do Comunismo.[carece de fontes?]
Após a Revolução de Outubro e até o início da Guerra Civil, a gestão da produção era mista entre trabalhadores e os patrões que não emigraram ou exercidas por conselhos operários, em outros casos, a gestão era exercida por funcionários públicos designados pelo Estado, ligados aos órgãos de planejamento. Contudo, os órgãos públicos de planejamento e gestão ainda eram muito rudimentares ou em formação. Os próprios sindicatos tinham um papel importante na organização da produção, interferindo parcial ou totalmente em alguns ramos da economia, através de nomeação de diretores nas empresas estatais e de delegados em conselhos diretores nas empresas de co-gestão. Com o Comunismo de Guerra amplia-se a intervenção direta do planejamento e gestão público na produção.[carece de fontes?]
Portanto, o Comunismo de Guerra pode ser entendido como controle estatal direto da economia, em vista que o mercado pela guerra havia praticamente desaparecido, havia uma severa escassez de mercadorias e de capitais e vários capitalistas haviam fugido. Essa política econômica, deu-se através de medidas como a estatização de fábricas que não haviam sido ainda coletivizadas ou que estavam apenas sob controle operário, a requisição forçadas de víveres agrícolas e matérias primas, o racionamento de alimentos e produtos industrializados, a distribuição de tíquetes e talões de racionamento no lugar de pagamentos em moeda e trocas diretas de produtos.[carece de fontes?]

### Medidas Adotadas no Comunismo de Guerra
- requisição de cereais;[carece de fontes?]
- censura à imprensa;[carece de fontes?]
- nacionalização de todos os bancos, fábricas e terras;[carece de fontes?]
- decreto do trabalho obrigatório;[carece de fontes?]
- requisição da produção agrícola;[carece de fontes?]
- comércio por troca direta;[carece de fontes?]
- direção do país tomada pelo partido comunista;[carece de fontes?]
- Reforma agrária;[carece de fontes?]
- Fim da propriedade privada;[carece de fontes?]
- Retirada da Rússia da Primeira Guerra Mundial;[carece de fontes?]
- Combate à fome;[carece de fontes?]
- Congelamento de preços e salários;[carece de fontes?]

## Resultados
O governo bolchevique realizou um pacto, conhecido como pacto operário-camponês, onde houve a coletivização das terras visando a vitória na guerra, com a promessa de sua distribuição aos camponeses quando esta findasse. As medidas implementadas garantiram a recuperação e reorganização da produção nacional, que haviam sido rompidas pela tomada do poder pelos bolcheviques, e a vitória sobre as demais facções na guerra civil. Já no final do conflito, no entanto, tensões crescentes entre os bolcheviques e os camponeses pressionavam pelo fim da política e pela distribuição das terras.

## Fim do Comunismo de Guerra
Com a vitória do Exército Vermelho sobre o Exército Branco, o comunismo de guerra foi interrompido e deu-se início a um plano para a reconstrução do país e o fim da convulsão social, através da Nova Política Econômica.
A longa guerra, o esvaziamento de mão de obra rural, a carência de insumos e implementos agrícolas e as requisições forçadas levaram a uma profunda crise na produção agropecuária, com uma total descapitalização. Preobrajenski concluíra que era preciso re-capitalizar o setor agrário atingido pelas três Guerras (Guerra Mundial, Invasões da potências imperialistas e a Guerra Civil) e o Comunismo de Guerra, pois este geraria excedentes necessários aos capitais para a industrialização, condição imperiosa à jovem república socialista, à medida que apesar de vencer as invasões das potências imperialista s e a guerra civil, encontrava-se isolada no mercado mundial, sem parceiros comerciais e apoios externos, e com um setor industrial interno atrofiado à necessidade do desenvolvimento socialista.[carece de fontes?]
Em 1921 uma crise econômica grave em decorrência da desestruturação da economia soviética causada pelos anos da Guerra Civil recém encerrada e a grande destruição do parque produtivo após anos de beligerância sucessiva a I Guerra Mundial, a Revolução Russa e a Guerra Civil. Após a onda de protestos que culminou na Revolta de Kronstadt tornou-se claro que o Comunismo de Guerra não tinha mais utilidade a estrutura da produção do sociedade soviética. Os camponeses não aceitavam mais as requisições forçadas e os operários exigiam mais produtos, responsabilizando o governo bolchevique pela carestia e burocratização nas decisões econômicas. Uma grande parcela dos sindicatos haviam participado da Revolta ou organizado greves durante o período, contribuído para um desconfiança do Partido e do governo com eles. Inclusive, uma fração do Partido, muito ligado aos sindicatos havia apoiado as reivindicações da revolta, a chamada Oposição Operária.[carece de fontes?]
O Partido Comunista então, após os graves eventos, considerou a necessidade de reorganizar a produção e as políticas econômicas e reavaliar sua intervenção e a relação do Estado com os sindicatos, contudo havia diferenças quanto ao que fazer. As discussões girava em como reorganizar a produção nacional em substituição ao Comunismo de Guerra, à medida que esse regime econômico gozava de desprestígio junto às massas e um reconhecido fracasso em seus resultados, bem evidenciado em crise econômica, recusa dos camponeses e nas greves. Surge uma dupla polêmica interna ao Partido sobre qual seria a forma de reorganizar a gestão da economia e o papel dos sindicatos e a relação desse com o Estado, conhecido como "polêmica em torno a questão sobre os sindicatos", se os órgãos diretivos da economia deveriam ser repassados à administração pelos sindicatos, e se esses deveriam sofrer uma re-estruturação para funcionar similarmente ao Exército Vermelho, o que ficou conhecido a proposta como "militarização dos sindicatos".[carece de fontes?]
A alternativa aprovada porém foi a proposta de Lênin no X Congresso do Partido (março de 1921) de abandono do Comunismo de Guerra e de constituição de uma Nova Política Econômica pelo Estado Soviético, a chamada NEP, que assegurou a liberalização do mercado aos produtores agrícolas e urbanos e a concessões e autorizações ao grande capital industrial internacional, que permitiria re-capitalizar o setor pequeno-burguês agrícola e artesanal e re-ativar o setor fabril, permitindo uma acumulação de capitais necessárias à industrialização e garantindo o funcionamento da economia soviética apesar do boicote comercial internacional.[carece de fontes?]